# Jost Nickel (Flötist)
Jost Nickel (* 22. November 1942; † 22. Februar 2017 in Sankt Augustin) war ein deutscher Flötist, Komponist und Musikpädagoge. Er war mit der Cellistin Ursula Keusen-Nickel verheiratet.

## Leben und Werk
Jost Nickel studierte von 1963 bis 1967 an der Musikhochschule Hamburg.
Von 1965 bis 1974 wirkte er als Flötist am Philharmonischen Orchester Kiel. Er wurde von der Stadt Kiel zum Kammermusiker ernannt. 1974 erhielt er einen hauptamtlichen Lehrauftrag an der Musikschule Schwäbisch Hall. 1975 war er Gründungsleiter der Musikschule Bad Driburg. Von 1978 bis 2007 wirkte er als Leiter der Musikschule Siegburg.
Seitdem wirkte er in umfangreicher freiberuflicher Lehr- und Konzerttätigkeit im In- und Ausland. Er spielte zahlreiche CD-Aufnahmen ein, veröffentlichte diverse Sonaten von  Johann Joachim Quantz und mehrere Flötenschulen.
Er vertonte Texte von Hölderlin und aus dem Alten Testament. Er komponierte auch Stücke für Querflöte in Verbindung mit Streichinstrumenten zur Durchführung von Klangexperimenten und der Erforschung neuer Klangmöglichkeiten.
Jost Nickel war Beauftragter des Deutschen Tonkünstlerbundesverbandes (DTKV) für das Manuskriptarchiv des Verbandes.